# Saison 6 de Community
Chronologie
Saison 5
Cet article présente les treize épisodes de la sixième saison de la série télévisée américaine Community. Yahoo! a annoncé la production des treize épisodes en juin 2014 pour une diffusion à partir du 17 mars 2015 après l'annulation par la NBC,.

## Distribution de la saison

### Acteurs principaux
- Joel McHale : Jeff Winger
- Gillian Jacobs : Britta Perry
- Danny Pudi : Abed Nadir
- Alison Brie : Annie Edison
- Jim Rash : Craig Pelton
- Ken Jeong : Ben Chang
- Keith David : Elroy Patashnik[3]
- Paget Brewster : Francesca "Frankie" Dart[3]

### Acteurs récurrents et invités
- Martin Mull : George Perry, père de Britta[4]
- Lesley Ann Warren : Deb Perry, mère de Britta[4]

## Production
En septembre 2014, Yvette Nicole Brown a annoncé qu'elle ne fera pas partie de la distribution principale de la sixième saison pour raisons personnelles. Elle apparait cependant dans le premier et dernier épisodes de la saison.

## Épisodes

### Épisode 1: Échelle et échelons
- États-Unis : 17 mars 2015 sur Yahoo! Screen (en)

- Nathan Fillion : Bob Waite
- Yvette Nicole Brown : Shirley Bennett

### Épisode 2: Entretien des tondeuses à gazon et soins postnatals
- États-Unis : 17 mars 2015 sur Yahoo! Screen

- Martin Mull
- Lesley Ann Warren

### Épisode 3: BABA du décorum du centre de crise
- États-Unis : 24 mars 2015 sur Yahoo! Screen

### Épisode 4: Études queer et épilation: Niveau avancé
- États-Unis : 31 mars 2015 sur Yahoo! Screen

### Épisode 5: Lois de la robotique et droit de la fête
- États-Unis : 7 avril 2015 sur Yahoo! Screen

### Épisode 6: BABA de la sécurité des courriels
- États-Unis : 14 avril 2015 sur Yahoo! Screen

### Épisode 7: Dispositif de sécurité niveau avancé
- États-Unis : 21 avril 2015 sur Yahoo! Screen

- Billy Zane
- Martin Mull
- Lesley Ann Warren

### Épisode 8: Bases de cinéma recyclé
- États-Unis : 28 avril 2015 sur Yahoo! Screen

- Richard Erdman (Leonard Briggs)
- Erik Charles Nielsen (Garrett Lambert)
- Brooke Burns (la présentatrice)
- Steve Guttenberg (Maury)
- Luke Youngblood (Magnitude)
- Randall Park (lui-même)

### Épisode 9: Introduction à l'art de l'arnaque
- États-Unis : 5 mai 2015 sur Yahoo! Screen

- Matt Berry (Professeur DeSalvo)
- Erik Charles Nielsen (Garrett Lambert)
- Richard Erdman (Leonard)
- Craig Cackowski (agent Cackowski)
- Ryan Ridley (Ryan)

### Épisode 10: BABA de la mécanique des campings car et de la chiromancie
- États-Unis : 12 mai 2015 sur Yahoo! Screen

### Épisode 11: L'espionnage moderne
- États-Unis : 19 mai 2015 sur Yahoo! Screen

### Épisode 12: Vidéographie de mariage
- États-Unis : 26 mai 2015 sur Yahoo! Screen

### Épisode 13: Les conséquences émotionnelles de la télédiffusion
- États-Unis : 2 juin 2015 sur Yahoo! Screen

- Yvette Nicole Brown : Shirley Bennett